# Syndrome de Birt-Hogg-Dubé
Pour les articles homonymes, voir Dubé.
Le syndrome de Birt-Hogg-Dubé (BHD) est une maladie génétique d’apparition à l’âge adulte causée par une mutation du gène folliculine FLCN. Le mécanisme exact n’est pas entièrement compris, mais la protéine folliculine semble être un gène suppresseur de tumeur qui, lorsqu’elle est altérée par une mutation, ne parvient plus à réguler la croissance et la division cellulaires. BHD associe des manifestations cutanées, des manifestations pulmonaires à type de kystes et/ou de pneumothorax et des tumeurs du rein. Un diagnostic clinique est possible, mais les symptômes du syndrome de Birt-Hogg-Dubé ressemblent à ceux de nombreuses autres maladies, donc le diagnostic ne peut être confirmé que par un test génétique du gène FLCN.
Il n’existe aucun traitement pour cette maladie, mais suite au diagnostic, des soins préventifs peuvent être proposés, comme l’ablation chirurgicale des fibrofolliculomes et des plans thérapeutiques appropriés pour le pneumothorax et le cancer rénal. Le BHD est hérité de manière autosomique dominante, et les familles avec des porteurs de la mutation ont un risque très élevé de la transmettre à leur descendance. La prévalence de ce syndrome est estimée à 1/200 000, mais l’incidence exacte reste inconnue.

## Principaux Symptômes
Le tableau clinique varie beaucoup selon les individus. Cependant, BHD touche le plus souvent trois organes: la peau, les reins, et les poumons.

### La Peau
Les manifestations cutanées apparaissent entre 20 et 30 ans et augmentent en taille et en nombre avec le temps. Ces manifestations cutanées comprennent:
- Fibrofolliculome : Petit excroissance localisée au niveau de la face (nez) et du cou. Elle se présente comme une tumeur unique, de couleur chair, saillante en dôme, pourvue d’un orifice central d’où peuvent s’échapper quelques poils.
- Trichodiscome : De même aspect clinique mais d'origine tissulaire différente, de la partie dermique du disque pileux, ou « Haarscheibe ».
- Acrochordon : Une excroissance cutanée bénigne et généralement sans danger qui se forme là où les plis de la peau se frottent les uns contre les autres, comme au niveau du cou ou des aisselles. Elles sont, dans la plupart des cas, petites, molles et du couleur chair.

Les fibrofolliculomes et les trichodiscomes sont considérés comme des manifestations caractéristiques du BHD. Toutefois, il est important de noter que les tumeurs et conditions cutanées associées au BHD ne sont pas les mêmes chez tous les patients atteints de cette maladie, et qu’il est difficile d’identifier les fibrofolliculomes uniquement lors d’un examen clinique. D’autres symptômes cutanés fréquents du BHD sont les papules orales, présentes dans 40 % des patients, ainsi que les collagénomes,. Un grand nombre de tumeurs présentes sur le visage d’un patient peut être lié à une hyperséborrhée (production excessive de sébum) et entraîner une détresse psychologique,.

### Les Reins
Les patients atteints de BHD âgés de plus de 20 ans présentent un risque accru de développer des tumeurs rénales à croissance lente, ainsi que des kystes rénaux. Environ 15 % des personnes atteintes de ce syndrome développent des tumeurs rénales, qui sont bilatérales, multifocales et de croissance lente. L'âge médian du diagnostic des tumeurs rénales est de 48 ans. Ces tumeurs rénales sont généralement des oncocytomes, des carcinomes rénaux à cellules chromophobes ou des formes mixtes,. Comme les tumeurs bénignes et malignes peuvent, en grossissant, réduire la fonction rénale, les manifestations rénales de BHD sont généralement surveillées de près. Une intervention chirurgicale est parfois recommandée comme traitement. Quelques familles atteintes de ce syndrome ne présentent aucune manifestation rénale.

### Les Poumons
Plus de 83 % de personnes atteintes de cette maladie développent des kystes pulmonaires au cours de leur vie, et certaines familles présentent une forme du syndrome qui n’affecte que les poumons. Les kystes pulmonaires sont bilatéraux et multifocaux, localisés fréquemment à la base sous-pleurale des poumons ou dans l’espace intra-parenchymateux. Ils sont le plus souvent asymptomatiques mais présentent un risque élevé de pneumothorax, lorsqu’ils rupturent et provoquent une accumulation anormale d’air dans la cavité thoracique. Par conséquent, un ou les deux poumons peuvent subir un affaissement. Environ 24 % de patients atteints de BHD présentent au moins un pneumothorax spontané, soit une fréquence 30 fois plus élevée que chez les personnes non affectées. Les pneumothorax spontanés surviennent à un âge médian de 38 ans. BHD ne provoque pas de pathologies telles que la bronchopneumopathie chronique obstructive (BPCO) progressive ou l’insuffisance respiratoire généralisée, mais il peut se manifester par des emphysèmes,.

### Autres Organes
Les nodules thyroïdiens, rapportés chez 65 % des patients et 90 % des familles affectées, ont été associés au phénotype du syndrome de BHD, mais un lien causal entre ce syndrome et le cancer de la thyroïde n’a pas encore été établi,. Plusieurs autres pathologies touchant divers organes pourraient également être associées au BHD, notamment les adénomes parathyroïdiens, les oncocytomes parotidiens, ainsi que les polypes ou tumeurs coliques.

## Causes et Génétique
En 2002, l’association de BHD avec le gène folliculine a été rapportée pour la première fois par Nickerson et al. dans la revue Cancer Cell. Le gène FLCN, composé de 14 exons, est situé sur le bras court du chromosome 17 (17p11.2), avec une région riche en cytosine dans l’exon 11 prédisposée aux mutations. Les mutations les plus fréquentes à l’origine du BHD sont des insertions ou des délétions de résidus cytosine, qui correspondent à des mutations faux-sens ou des mutations décalant le cadre de lecture, qui entraînent une terminaison prématurée de la protéine synthétisée au niveau de son extrémité carboxy-terminale,.
La protéine folliculine existe sous deux isoformes fortement exprimées dans la peau, les néphrons distaux et les pneumocytes de type I. Elle semble agir comme un suppresseur de tumeur, et on suggère que cette protéine fonctionne via une interaction avec le métabolisme cellulaire, par la modulation de la voie mTOR (mammalian target of rapamycin, ou cible mécanique de la rapamycine), et/ou de la phosphorylation oxydative dans les mitochondries. La sérine/thréonine kinase mTOR intègre des signaux provenant des facteurs de croissance, des nutriments, de l’oxygène et du stress cellulaire. En présence d’acides aminés, la folliculine s’associe avec la protéine kinase activée par l’AMP (AMPK), par l’intermédiaire de deux protéines partenaires de FLCN : FNIP1 et FNIP2. Ce complexe agit comme facteur d’échange de nucléotides guanine (GEF) pour les GTPases Rag afin d’activer mTORC1. Les mutations tronquant la folliculine au niveau de son extrémité carboxy-terminale, où elle interagit avec FNIP1 et FNIP2, empêcheraient donc la protéine de participer à la voie mTOR et inhiberaient sa capacité à réguler la croissance et la division cellulaires. La participation de la folliculine à la voie mTOR pourrait expliquer la similitude phénotypique entre BHD, le syndrome de Cowden, la sclérose tubéreuse et le syndrome de Peutz-Jeghers, qui affectent des voies de signalisation moléculaire similaires.
Les patients atteints de BHD naissent avec une seule copie mutée du gène FLCN dans chacune de leurs cellules. Cette haploinsuffisance, c’est-à-dire qu’une copie du gène reste fonctionnelle, entraîne l’apparition de fibrofolliculomes et de kystes pulmonaires, mais n’affecte pas la fonction des cellules rénales. Au cours de la vie des patients, des mutations aléatoires peuvent toutefois inactiver la copie normale de gène FLCN, et les cellules ne possédant plus aucune copie fonctionnelle du gène pourraient alors se développer de manière incontrôlée. Les mutations qui touchent FLCN sont des mutations germinales, présentes dans toutes les cellules de l’organisme, et pouvant être transmises à la descendance. Elles peuvent également être des mutations de novo, apparaissant chez des individus sans antécédents familiaux.  

## Diagnostic
Le diagnostic clinique pour le BHD présente de nombreux défis, car plusieurs de ses manifestations sont similaires à celles d’autres pathologies. Les fibrofolliculomes sont relativement caractéristiques du syndrome, mais leur apparence peut parfois être ambiguë et nécessite une confirmation histologique. La triade clinique typique du BHD comprend : des lésions bénignes des follicules pileux, des kystes pulmonaires associés à des pneumothorax spontanés, ainsi que des tumeurs rénales bilatérales ou multifocales. Le test génétique constitue une méthode de diagnostic plus fiable, bien qu’il présente également certaines limites. Le séquençage génétique permet de détecter une mutation chez environ 88 % des patients, certains étant porteurs de mutations non détectables par les technologies actuelles, ou d’une mutation dans un autre gène encore inconnu.

## Traitements
Même s’il n’existe pas encore de traitement pour cette maladie, des options pour le soin préventif et la prise en charge des manifestations sont accessibles. Des examens dermatologiques sont recommandés tous les 6 à 12 mois en raison du risque de mélanome. Des échographies de la thyroïde et des glandes parotides, ainsi que des coloscopies, devraient être envisagées annuellement. Les symptômes rénaux et pulmonaires sont pris en charge de manière préventive grâce à des tomodensitométries (TDM), des échographies et des IRM des reins, qui sont recommandés régulièrement.
Les fibrofolliculomes peuvent être retirés chirurgicalement par curetage, excision à ras, resurfaçage cutané ou ablation au laser. Il est important de noter que ces procédures ne garantissent pas l’élimination définitive de ces lésions, qui récidivent souvent plus tard dans la vie,. En cas de pneumothorax récidivant, des interventions chirurgicales telles que la thoracoscopie vidéo-assistée (VATS) ou une pleurodèse mécanique ou chimique peuvent être proposées. Parfois, une néphrectomie partielle ou totale peut s’avérer nécessaire.

## Sources
- (en) Manop Pithukpakorn, Jorge R Toro, Birt-Hogg-Dubé Syndrome In: GeneReviews at GeneTests: Medical Genetics Information Resource (database online). Copyright, University of Washington, Seattle. 1997-2006.